# Ipolyvece
Ipolyvece é um município da Hungria, situado no condado de Nógrád. Tem 13,83 km² de área e sua população em 2015 foi estimada em 757 habitantes.